# Henry Roth (violinista)
Henry Roth (New York, 1916 – 1º gennaio 1999) è stato un violinista e musicologo statunitense.

## Biografia
Henry Roth fu un violinista, pedagogo e saggista. Studiò il violino con Alfred Megerlin . Nella prima parte della sua carriera suonò negli Stati Uniti e in Messico con sua moglie Esther pianista. Nello stesso periodo prese parte come violinista all’industria discografica del cinema di Hollywood. Poco alla volta intraprese anche la professione di critico musicale; pubblicò regolarmente su due giornali settimanali di Los Angeles, così come fu un collaboratore di «The Strad». Roth tenne numerose conferenze-concerto e masterclass, accolte con entusiasmo da insegnanti, studenti e appassionati di violino nei principali conservatori e università negli Stati Uniti, in Europa, Cina, Hong Kong e Singapore. 
È stato il principale collaboratore del libro Heifetz di Herbert R. Axelrod (prima edizione 1976) e coautore di otto volumi della serie The Way They Play. Ricercato come giurato per importanti concorsi internazionali di violino, Roth prese parte in tale veste in concorsi statunitensi, europei ed asiatici. Ha vissuto gran parte della sua vita in California.

## Scritti
- Henry Roth, Heifetz - A Critical Appreciation, in Herbert R. Axelrod (ed.), Heifetz, Neptune City, N. J., Paganiniana Publications, second revised edition 1981, pp. 35–120
- Diversi contributi in: Samuel Applebaum e Henry Roth, The Way They Play, (voll. 5-10, 12), Neptune City, Paganiniana Publications, 1978-1983
- Henry Roth, Master Violinists in Performance, Neptune City, Paganiniana Publications, 1982
- Henry Roth, Great Violinists in Performance, Critical Evaluations of over 100 Twentieth-Century Virtuosi, Panjandrum, 1987
- Henry Roth, Violin Virtuosos, From Paganini to the 21st Century, Los Angeles, California Classics Books, 1997
- Henry Roth, Review of Philippe Borer’s The 24 Caprices of Nicolò Paganini, their significance for the history of violin playing and the music of the Romantic era, in «The Strad», dicembre 1998 (l'ultima recensione scritta da Henry Roth)